# Autostrada M32
Autostrada M32 (ang. M32 motorway) – brytyjska autostrada znajdującą się w hrabstwie Gloucestershire. Droga ma długość około 7 km (4,5 mili) i łączy Bristol z autostradą M4.

## Historia
Trasa powstawała w latach 60. i 70. XX wieku. Pierwszy odcinek, pomiędzy M4, a węzłem 1 otwarto we wrześniu 1966 roku, ostatni (węzły 2 – 3) w maju 1975 roku. Została zaplanowana jako jedna z dwóch autostrad łączących miasto z siecią drogową – druga miała rozpoczynać się na węźle nr 20 autostrady M5, jednak nie została zbudowana.
Rada Miejska Bristolu proponowała zdegradowanie arterii do klasy drogi A oraz przebudowę pasów awaryjnych na buspasy, jednakże zarządca drogi – Highways England – nie wyraża na to zgody.

## Węzły
| Autostrada M32                                                     |                   |                                                        |
| Miejscowości docelowe (kierunek północny; jezdnia A)               | Węzeł             | Miejscowości docelowe (kierunek południowy; jezdnia B) |
| London, Swindon M4(E) SOUTH WALES M4(W), SOUTH WEST, MIDLANDS (M5) | Terminus (M4 J19) | Bristol (C) M32, Ring Road (A4174)                     |
| London, Swindon M4(E) SOUTH WALES M4(W), SOUTH WEST, MIDLANDS (M5) | Terminus (M4 J19) | Początek autostrady                                    |
| Filton, Kingswood, Ring Road A4174                                 | J1                | Ring Road, Filton, Kingswood A4174                     |
| Stapleton & Frenchay Horfield & Fishponds                          | J2                | Fishponds, Horfield B4469                              |
| Początek autostrady                                                | J3 Terminus       | A4320 Bath (A4)                                        |
| Chippenham (A420), Bath (A431) A4320                               | J3 Terminus       | Kontynuacja jako droga A4032 do centrum miasta         |